# 小布克林
49°54′54″N 31°19′49″E / 49.91500°N 31.33028°E
小布克林（烏克蘭語：Малий Букрин）是位於烏克蘭北部的村莊，由基辅州奧布希夫區的勒日希夫市鎮負責管轄。該村始建於1060年，面積17平方公里，海拔高度124米，2001年人口220，人口密度每平方公里13人。